# AirClim
Luftförorenings- och klimatsekretariatet (tidigare Internationella försurningssekretariatet), AirClim (Air Pollution and Climate Secretariat), är en ideell förening som drivs av fyra svenska natur- och miljöintresserade organisationer: Fältbiologerna, Jordens Vänner, Naturskyddsföreningen och Världsnaturfonden WWF. Syftet är att arbeta för minskade luftföroreningar i Europa, med målet att lindra påverkan på Sveriges miljö. 
Verksamheten startade 1982 och ombildades 1991 till en ideell förening. 
Luftförorenings- och klimatsekretariatet samarbetar med miljöorganisationer både i Europa och inom EU. Det får ekonomiskt stöd från bland annat Miljödepartementet men arbetar självständigt. Sekretariatet publicerar den engelskspråkiga tidskriften Acid News, som ges ut fyra gånger per år.